# Parapsilocephala bicolor
Parapsilocephala bicolor är en tvåvingeart som beskrevs av Krober 1928. Parapsilocephala bicolor ingår i släktet Parapsilocephala och familjen stilettflugor. Inga underarter finns listade i Catalogue of Life.